# Búzi
Búzi es un distrito de la provincia de Sofala, en Mozambique, con una población censada en agosto de 2017 de 177 348 habitantes.
Se encuentra ubicado en el centro del país, cerca de la desembocadura del río Pungwe en el canal de Mozambique (océano Índico).